# Can't Be with You Tonight
Can't Be with You Tonight è il primo album in studio della cantautrice britannica Judy Boucher, pubblicato nel 1986 dalla Kufe Records.

## Tracce
1. Can't Be with You Tonight – 5:28
2. I Was Such a Fool – 4:41
3. You Close the Door – 3:39
4. Lovely Paradise – 5:02
5. A Love Affair – 4:09
6. Just Around the Corner – 4:46
7. Dreaming of a Little Island – 3:36
8. Tears Are Burning My Eyes – 4:01
9. What Can I Do – 4:25
10. My Eyes Can Only See as Far as You – 2:56
11. I'll Take the Memories – 4:10
12. That Night We Met – 3:58
13. If My Heart Had Windows – 3:19

## Classifiche
| Classifica (1987) | Posizione massima |
| ----------------- | ----------------- |
| Regno Unito       | 95                |